# Leichtathletik-Weltmeisterschaften 2009/Teilnehmer (Trinidad und Tobago)
| Gelbes Symbol für Goldmedaillen mit stilisierten Olympischen Ringen | Graues Symbol für Silbermedaillen mit stilisierten Olympischen Ringen | Braundes Symbol für Bronzemedaillen mit stilisierten Olympischen Ringen |
| ------------------------------------------------------------------- | --------------------------------------------------------------------- | ----------------------------------------------------------------------- |
| —                                                                   | 1                                                                     | 2                                                                       |

Der Leichtathletik-Verband Trinidad und Tobagos stellte 17 Athleten bei den Leichtathletik-Weltmeisterschaften 2009 in Berlin.

## Ergebnisse

### Männer

#### Laufdisziplinen
| Athlet                                                                                            | Disziplin    | Vorlauf    | Vorlauf | Viertelfinale      | Viertelfinale      | Halbfinale         | Halbfinale         | Finale             | Finale             |
| Athlet                                                                                            | Disziplin    | Zeit       | Platz   | Zeit               | Platz              | Zeit               | Platz              | Zeit               | Platz              |
| ------------------------------------------------------------------------------------------------- | ------------ | ---------- | ------- | ------------------ | ------------------ | ------------------ | ------------------ | ------------------ | ------------------ |
| Marc Burns                                                                                        | 100 m        | 10,39 s    | 34      | 10,12 s            | 10                 | 10,01 s SB         | 7                  | 10,00 s SB         | 7                  |
| Emmanuel Callender                                                                                | 100 m        | 10,24 s    | 6       | 10,27 s            | 26                 | nicht qualifiziert | nicht qualifiziert | nicht qualifiziert | nicht qualifiziert |
| Emmanuel Callender                                                                                | 200 m        | 20,81 s    | 16      | 20,62 s            | 14                 | 20,70 s            | 15                 | nicht qualifiziert | nicht qualifiziert |
| Richard Thompson                                                                                  | 100 m        | 10,36 s    | 28      | 10,08 s            | 8                  | 9,98 s SB          | 5                  | 9,93 s SB          | 5                  |
| Aaron Armstrong                                                                                   | 200 m        | 21,38 s SB | 47      | nicht qualifiziert | nicht qualifiziert | nicht qualifiziert | nicht qualifiziert | nicht qualifiziert | nicht qualifiziert |
| Rondel Sorrillo                                                                                   | 200 m        | 20,74 s    | 12      | 20,58 s            | 11                 | 20,63 s            | 13                 | nicht qualifiziert | nicht qualifiziert |
| Renny Quow                                                                                        | 400 m        | 45,21 s    | 4       |                    |                    | 44,53 s PB         | 2                  | 45,02 s            | Bronze             |
| Jehue Gordon                                                                                      | 400 m Hürden | 48,66 s NR | 3       |                    |                    | 48,77 s            | 8                  | 48,26 s NR         | 4                  |
| Darrel Brown Marc Burns Richard Thompson Keston Bledman nur Vorlauf Emmanuel Callender nur Finale | 4 × 100 m    | 38,47 s    | 2       |                    |                    |                    |                    | 37,62 s NR         | Silber             |

### Frauen

#### Laufdisziplinen
| Athletin                                                         | Disziplin    | Vorlauf    | Vorlauf | Viertelfinale | Viertelfinale | Halbfinale | Halbfinale | Finale             | Finale             |
| Athletin                                                         | Disziplin    | Zeit       | Platz   | Zeit          | Platz         | Zeit       | Platz      | Zeit               | Platz              |
| ---------------------------------------------------------------- | ------------ | ---------- | ------- | ------------- | ------------- | ---------- | ---------- | ------------------ | ------------------ |
| Kelly-Ann Baptiste                                               | 100 m        | 11,42 s    | 16      | 11,05 s       | 5             | 11,07 s    | 8          | nicht qualifiziert | nicht qualifiziert |
| Kelly-Ann Baptiste                                               | 200 m        | 23,00 s    | 11      |               |               | 22,96 s    | 13         | nicht qualifiziert | nicht qualifiziert |
| Semoy Hackett                                                    | 100 m        | 11,36 s    | 9       | 11,37 s       | 14            | 11,45 s    | 14         | nicht qualifiziert | nicht qualifiziert |
| Ayanna Hutchinson                                                | 100 m        | 11,54 s    | 27      | 11,40 s       | 16            | 11,58 s    | 16         | nicht qualifiziert | nicht qualifiziert |
| Aleesha Barber                                                   | 100 m Hürden | 13,19 s    | 23      |               |               | 13,06 s SB | 18         | nicht qualifiziert | nicht qualifiziert |
| Josanne Lucas                                                    | 400 m Hürden | 55,41 s    | 8       |               |               | 53,98 s NR | 2          | 53,20 s NR         | Bronze             |
| Reyare Thomas Kelly-Ann Baptiste Ayanna Hutchinson Semoy Hackett | 4 × 100 m    | 43,22 s NR | 6       |               |               |            |            | 43,43 s            | 7                  |

#### Sprung/Wurf
| Athletin              | Disziplin   | Qualifikation | Qualifikation | Finale             | Finale             |
| Athletin              | Disziplin   | Weite/Höhe    | Platz         | Weite/Höhe         | Platz              |
| --------------------- | ----------- | ------------- | ------------- | ------------------ | ------------------ |
| Annie Alexander       | Kugelstoßen | 16,01 m       | 27            | nicht qualifiziert | nicht qualifiziert |
| Cleopatra Borel-Brown | Kugelstoßen | 17,99 m       | 13            | nicht qualifiziert | nicht qualifiziert |